# Symphonies of Sickness
Symphonies of Sickness drugi je studijski album britanskog goregrind-sastava Carcass. Diskografska kuća Earache Records objavila ga je 4. studenoga 1989.
Sve do albuma Surgical Steel iz 2013., ovaj album bio je zadnji put da je sastav snimio kao trio.

## Glazba
Na Symphonies of Sickness, Carcass je zadržao grindcore-zvuk Reek of Putrefaction i dodao death metal-stil.  U usporedbi s prethodnim albumom, Symphonies of Sickness sadrži kraći popis pjesama umjesto dužih i složenijih pjesama. Slično kao i na prethodnom albumu, sva tri člana sastava doprinijeli su vokalima.

## Izdanja
Izvorno CD izdanje sadržavalo je 16 bonus pjesama preuzetih s albuma Reek of Putrefaction. Neka izdanja također sadrže "Genital Grinder II" i "Hepatic Tissue Fermentation" iz kompilacije Pathological. Album je ponovno objavljen 1996. s cenzuriranim vanjskim omotom na kojem je pisalo "Originalni umjetnički rad sadržan unutra". Kasnije je ponovno objavljen 2008., kao dio reizdanja svih Carcassovih albuma kako bi se povezalo s njihovim ponovnim okupljanjem. Ova je verzija uključivala demo Symphonies of Sickness kao bonus pjesme na jednoj strani dvostrukog diska, dok je DVD strana sadržavala drugi dio proširenog dokumentarca The Pathologist's Report Part II: Propagation. Kasnija izdanja ovog reizdanja sadrže pjesme na CD-u i dokumentarac na zasebnom DVD-u. Ovo reizdanje predstavljeno je u digipaku od 12 ploča s punim tekstovima i naslovnicom.

## Popis pjesama
Tekstovi i glazba: Carcass. 
| 1. | »Reek of Putrefaction«           | 4:12 |
| 2. | »Exhume to Consume«              | 3:51 |
| 3. | »Excorating Abdominal Emanation« | 4:32 |
| 4. | »Ruptured in Purulence«          | 4:12 |
| 5. | »Empathological Necroticism«     | 5:45 |

| Strana B – Concertos of Carnage | Strana B – Concertos of Carnage              | Strana B – Concertos of Carnage | Strana B – Concertos of Carnage | Strana B – Concertos of Carnage | Strana B – Concertos of Carnage | Strana B – Concertos of Carnage | Strana B – Concertos of Carnage | Strana B – Concertos of Carnage | Strana B – Concertos of Carnage |
| Br.                             | Skladba                                      | Trajanje                        |                                 |                                 |                                 |                                 |                                 |                                 |                                 |
| ------------------------------- | -------------------------------------------- | ------------------------------- | ------------------------------- | ------------------------------- | ------------------------------- | ------------------------------- | ------------------------------- | ------------------------------- | ------------------------------- |
| 6.                              | »Embryonic Necropsy and Devourment«          | 5:14                            |                                 |                                 |                                 |                                 |                                 |                                 |                                 |
| 7.                              | »Swarming Vulgar Mass of Infectes Virulency« | 3:10                            |                                 |                                 |                                 |                                 |                                 |                                 |                                 |
| 8.                              | »Cadaveric Incubator of Endoparasites«       | 3:25                            |                                 |                                 |                                 |                                 |                                 |                                 |                                 |
| 9.                              | »Slash Dementia«                             | 3:23                            |                                 |                                 |                                 |                                 |                                 |                                 |                                 |
| 10.                             | »Creptating Bowel Erosion«                   | 5:28                            |                                 |                                 |                                 |                                 |                                 |                                 |                                 |
| 43:12                           |                                              |                                 |                                 |                                 |                                 |                                 |                                 |                                 |                                 |

| Bonus pjesme na reizdanju iz 2008. (Symphonies of Sickness demo) | Bonus pjesme na reizdanju iz 2008. (Symphonies of Sickness demo) | Bonus pjesme na reizdanju iz 2008. (Symphonies of Sickness demo) | Bonus pjesme na reizdanju iz 2008. (Symphonies of Sickness demo) | Bonus pjesme na reizdanju iz 2008. (Symphonies of Sickness demo) | Bonus pjesme na reizdanju iz 2008. (Symphonies of Sickness demo) | Bonus pjesme na reizdanju iz 2008. (Symphonies of Sickness demo) | Bonus pjesme na reizdanju iz 2008. (Symphonies of Sickness demo) | Bonus pjesme na reizdanju iz 2008. (Symphonies of Sickness demo) | Bonus pjesme na reizdanju iz 2008. (Symphonies of Sickness demo) |
| Br.                                                              | Skladba                                                          | Trajanje                                                         |                                                                  |                                                                  |                                                                  |                                                                  |                                                                  |                                                                  |                                                                  |
| ---------------------------------------------------------------- | ---------------------------------------------------------------- | ---------------------------------------------------------------- | ---------------------------------------------------------------- | ---------------------------------------------------------------- | ---------------------------------------------------------------- | ---------------------------------------------------------------- | ---------------------------------------------------------------- | ---------------------------------------------------------------- | ---------------------------------------------------------------- |
| 11.                                                              | »Reek of Putrefaction«                                           | 3:42                                                             |                                                                  |                                                                  |                                                                  |                                                                  |                                                                  |                                                                  |                                                                  |
| 12.                                                              | »Slash Dementia«                                                 | 3:12                                                             |                                                                  |                                                                  |                                                                  |                                                                  |                                                                  |                                                                  |                                                                  |
| 13.                                                              | »Embryonic Necropsy and Devourment«                              | 4:52                                                             |                                                                  |                                                                  |                                                                  |                                                                  |                                                                  |                                                                  |                                                                  |
| 14.                                                              | »Cadaveric Incubator of Endo-Parasites«                          | 3:19                                                             |                                                                  |                                                                  |                                                                  |                                                                  |                                                                  |                                                                  |                                                                  |
| 15.                                                              | »Ruptured in Purulence«                                          | 3:48                                                             |                                                                  |                                                                  |                                                                  |                                                                  |                                                                  |                                                                  |                                                                  |
| 16.                                                              | »Creptating Bowel Erosion«                                       | 5:15                                                             |                                                                  |                                                                  |                                                                  |                                                                  |                                                                  |                                                                  |                                                                  |
| 67:01                                                            |                                                                  |                                                                  |                                                                  |                                                                  |                                                                  |                                                                  |                                                                  |                                                                  |                                                                  |

## Recenzije
Ned Raggett, glazbeni kritičar s web-stranice Allmusic dodijelio je albumu četiri od pet zvjezdice hvaleći dubinu albuma u usporedbi s njegovim prethodnikom Reek of Putrefaction. Raggett je izdvojio "Exhume to Consume" kao glavni vrhunac Symphonies of Sickness i nazvao ju je Carcass numerom svih vremena.  Greg Pratt iz časopisa Decibel rangirao je deset pjesama sa Symphonies of Sickness i odabrao "Exhume to Consume" kao najbolju pjesmu s albuma nazvavši je klasičnom death metal-verzijom.

### Nasljeđe
Symphonies of Sickness danas je smatrana kao prekretnica u deathgrind-podžanru heavy metala. U prosincu 2018. postao je treći album Carcassa koji je uvršten u Decibel Hall of Fame; prva dva su Necroticism – Descanting the Insalubrious i Heartwork. Ovo bi priznanje nagradilo 50% diskografije sastava ulaskom u Kuću slavnih. Iste godine, Eduardo Rivadavia iz Loudwirea proglasio je Symphonies of Sickness najboljim goregrind albumom ikada snimljenim. U veljači 2009. Symphonies of Sickness je rangiran kao broj 4 na Terrorizerovoj listi najvažnijih europskih grindcore-albuma.

## Zasluge
| Carcass - Jeff Walker – bas-gitara, vokal, umjetnički smjer - Ken Owen – bubnjevi, vokal - Bill Steer – gitara, vokal | Ostalo osoblje - NS – mastering - Colin Richardson – inženjer zvuka, produkcija - Digby Pearson – izvršna produkcija - Martin Toher – inženjer zvuka (asistent) |